# Исфиджаб (село)
Исфиджаб (каз. Исфиджаб, до 2007 г. — Артель) — упразднённое село в Сайрамском районе Туркестанской области Казахстана. В 2014 году включено в состав города Шымкент и исключено из учетных данных. Входило в состав Сайрамского сельского округа. Код КАТО — 515269200.

## Население
В 1999 году население села составляло 4084 человека (2070 мужчин и 2014 женщин). По данным переписи 2009 года, в селе проживали 5443 человека (2746 мужчин и 2697 женщин).